# Chionea (Sphaeconophilus) jenniferae
Chionea (Sphaeconophilus) jenniferae is een tweevleugelige uit de familie steltmuggen (Limoniidae). De soort komt voor in het Nearctisch gebied.